# Pemoline
Pemoline (merknamen onder andere Cylert; Stimul) is een chemische verbinding die het centraal zenuwstelsel stimuleert. Het wordt gebruikt om aandachtstekort/hyperactiviteitstoornis (ADHD) en narcolepsie te behandelen. De werking is vergelijkbaar met die van amfetamines en van methylfenidaat. Pemoline is geen eerstekeuzemiddel bij kinderen met ADHD en is omstreden omwille van zijn mogelijke ongewenste neveneffecten, met name hepatotoxiciteit. Bij sommige patiënten die het geneesmiddel Cylert op basis van pemoline gebruikten, trad een acuut leverfalen op dat fataal was of resulteerde in de noodzaak tot een levertransplantatie. In de Verenigde Staten is het middel daarom niet meer toegelaten: in 2005 trok de Amerikaanse FDA de toelating voor Cylert in. De fabrikant van het middel, Abbott Laboratories, stopte toen met de productie van Cylert, officieel omwille van financiële redenen. Later in 2005 werden ook de toelatingen voor alle generische vormen van pemoline in de Verenigde Staten ingetrokken. In Canada was Cylert al in 1999 van de markt gehaald. Cylert was in 1975 op de markt gebracht.

## Doping
Vanwege het stimulerend effect is pemoline een verboden substantie in de sport. In 1977 werd Joop Zoetemelk tijdens de Ronde van Frankrijk betrapt op pemoline; hij kreeg een tijdstraf maar hoefde de Tour niet te verlaten. Eddy Merckx heeft ook toegegeven dat hij het middel heeft gebruikt.
De Russische 400-meterloopster Darya Safonova werd in 2005 twee jaar geschorst voor pemoline na een positieve test op 10 februari 2005.
De Indische discuswerpster Neeslam Jaswant Singh testte op 7 augustus 2005 positief op pemoline tijdens de wereldkampioenschappen atletiek in Helsinki.